# Xenix
 (août 2020).
Si vous disposez d'ouvrages ou d'articles de référence ou si vous connaissez des sites web de qualité traitant du thème abordé ici, merci de compléter l'article en donnant les références utiles à sa vérifiabilité et en les liant à la section « Notes et références ».
Xenix était un système d'exploitation Unix développé par Microsoft. Microsoft l'a appelé ainsi car il n'avait pas de licence pour utiliser le nom « Unix ».

## Histoire
En 1979, Microsoft acheta une licence de la version 7 de l'Unix de AT&T et annonça le 25 août 1980 son intention de le rendre disponible pour les processeurs 16 bits.
XENIX n'était pas vendu directement à l'utilisateur final ; Microsoft vendait une licence aux fabricants d'ordinateurs qui désiraient le porter sur leurs systèmes, tels que Intel, Tandy, Altos et SCO. Le premier portage de XENIX fut sur un Zilog Z8001 équipé d'un processeur 16 bits.

## Les licences vendues
Plusieurs entreprises de l'époque ont acheté une licence Xenix. On peut citer notamment :
- Altos (en) qui a vendu une version pour leurs ordinateurs au début de 1982 ;
- Tandy Corporation qui en vendit une pour leurs ordinateurs basés sur le processeur 68000 en janvier 1983 ;
- Santa Cruz Operation (SCO) distribua un portage pour les processeurs Intel 8086 en septembre 1983, et aussi un portage pour le processeur 68000 de l'Apple Lisa 2, en 1984.

## Microsoft cède Xenix à SCO
Microsoft abandonna Xenix lorsqu'il signa un accord pour développer conjointement avec IBM le système d'exploitation OS/2. Dans un accord avec Santa Cruz Operation (SCO) en 1987, Microsoft lui vendit ses droits sur Xenix en échange de 25 % de SCO.
SCO distribua une version issue de UNIX System V baptisée SCO Xenix System V pour les processeurs Intel 80286 en 1985. Cette version sera suivie en 1987 d'un portage pour les processeurs Intel 80386, développée jusqu'à la version 2.3.4 sortie en 1991.
En 1988, du fait de la part de marché que représentait le produit, une partie de Xenix fut incorporée dans System V Release 3.2; cette version de System V servira ensuite de base à SCO UNIX, sorti en 1989, et devenu ensuite SCO Open Desktop (SCO ODT) puis SCO OpenServer.